# Modelul anglo-saxon
Modelul anglo-saxon sau capitalismul anglo-saxon (așa numit pentru că se practică în țări vorbitoare de limbă engleză la fel ca Regatul Unit, Statele Unite, Canada, Noua Zeelandă, Australia și Irlanda) este un model capitalist care a apărut în anii 1970, bazat pe Școala de economie din Chicago. Cu toate acestea, originile sale datează din secolul al XVIII-lea în Regatul Unit, sub ideile economistului Adam Smith.
Caracteristicile acestui model includ niveluri scăzute de regulament și impozite și sector public oferind foarte puține servicii. Poate însemna și puternic drepturi de proprietate privată, executarea contractelor și ușurința generală de a face afaceri, precum și bariere reduse în calea liberului schimb.